# لوكري
هي مدينة تقع في مقاطعة ريدجو كالابريا في إيطاليا .

## السكان
في سنة 1861 بلغ عدد السكان 2٬707 نسمة، وتطور العدد ليصل في سنة 2011 لـ 12٬459 نسمة.
يظهر هذا المخطط البياني تطور النمو السكاني لـ لوكري

## أعلام
- فيليستيون اللوكري
- فابيو كيرافولو
- فرانسيسكو كوسينزا
- طيماوس
- سلفاتوري اكيرسي